# Diplotaxis siifolia
Diplotaxis siifolia — вид рослин родини капустяні (Brassicaceae).

## Морфологія
Однорічна рослина, без запаху. Стебла до 1 м, висхідні, з щетинистими волосками. Листя нижнє 3–18 × 1,5–12 см з 3–6 парами сегментів. Чашолистки 4.5–5.5 мм, голі або мало кошлаті. Пелюстки (8)9.5–12 × 4–6 мм, блідо-жовто-кремові. Плоди (15)24–28(35) × 1–2,5 мм. Насіння 0,7–1 × 0,6–1 мм.

## Поширення
Північна Африка: Алжир; Марокко. Європа: Португалія; Іспанія.